# Eleccions legislatives de Mongòlia de 2004
Les eleccions legislatives de Mongòlia de 2004 van ser unes eleccions que es van celebrar a Mongòlia el 24 de juny de 2004 per escollir els setanta-sis diputats de la Gran Jural de l'Estat.

## Sistema electoral
Els diputats del Gran Jural de l'Estat són triats en circumscripcions uninominals.

## Resultats
El Partit Revolucionari del Poble de Mongòlia (futur Partit del Poble de Mongòlia) va continuar sent el partit majoritari al parlament, guanyant 36 dels 76 escons.
El 27 de febrer de 2005, es va celebrar una elecció parcial que es va dur a terme en el districte electoral 59 i va ser guanyat pel Partit Revolucionari del Poble de Mongòlia, donant-los un seient addicional en el Gran Jural.